# 西蒂奧普拉多
西蒂奧普拉多（西班牙語：Sitio Prado），是巴拿馬的城鎮，位於該國西北部，由恩戈貝-布格雷特區的穆納區負責管轄，面積105.5平方公里，2010年人口3,478，人口密度每平方公里33人。